# Stade 2 (album)
Pour l’article homonyme, voir Stade 2.
Albums de Mr. Oizo
Rubber : Original Soundtrack
(2010) Wrong : Original Soundtrack
(2011)
Stade 2 est le sixième album de Mr. Oizo, sorti en 2011 et comportant 13 titres. Il s'agit de son troisième album à paraître sous le label Ed Banger Records.
Il s'agit de l'album le plus expérimental de la discographie de Mr. Oizo.
L'illustration de la pochette a été réalisée par le graphiste français So Me.

## Liste des titres
| No  | Titre       | Durée |
| --- | ----------- | ----- |
| 1.  | Introeil    |       |
| 2.  | Camel Fuck  |       |
| 3.  | Douche Beat |       |
| 4.  | Datsun      |       |
| 5.  | Ska         |       |
| 6.  | Edn         |       |
| 7.  | Cheeree     |       |
| 8.  | Oral Sax    |       |
| 9.  | France7     |       |
| 10. | Chiffon     |       |
| 11. | Pompe       |       |
| 12. | Stade 2     |       |
| 13. | Druide      |       |